# 20 رمضان
- السبت
- الأحد
- الاثنين
- الثلاثاء
- الأربعاء
- الخميس
- الجمعة

- 11 مارس 2025
- 22 مارس 2025
- 33 مارس 2025
- 44 مارس 2025
- 55 مارس 2025
- 66 مارس 2025
- 77 مارس 2025
- 88 مارس 2025
- 99 مارس 2025
- 1010 مارس 2025
- 1111 مارس 2025
- 1212 مارس 2025
- 1313 مارس 2025
- 1414 مارس 2025
- 1515 مارس 2025
- 1616 مارس 2025
- 1717 مارس 2025
- 1818 مارس 2025
- 1919 مارس 2025
- 2020 مارس 2025
- 2121 مارس 2025
- 2222 مارس 2025
- 2323 مارس 2025
- 2424 مارس 2025
- 2525 مارس 2025
- 2626 مارس 2025
- 2727 مارس 2025
- 2828 مارس 2025
- 2929 مارس 2025
- 130 مارس 2025
- 231 مارس 2025
- 31 أبريل 2025
- 42 أبريل 2025
- 53 أبريل 2025
- 64 أبريل 2025

20 رمضان أو 20 رمضان المُبارك أو يوم 20 \ 9 (اليوم العُشرون من الشهر التاسع) هو اليوم السادس والخمسون بعد المائتين (256) من أيَّام السنة (أو السابع والخمسون بعد المائتين لو كان شهر شعبان مُتممًا لليوم الثلاثين أو الثامن والخمسون بعد المائتين لو أتم كلًا من صفر وربيع الآخر وجمادى الآخرة وشعبان ثلاثين يومًا) وفق التقويم الهجري القمري (العربي). يبقى بعده 98 أو 99 أيَّام لانتهاء السنة.

## أحداث
- 8 هـ - المسلمون يفتحون مكة بقيادة الرسول محمد ويدمرون الأصنام والأوثان وتماثيل الآلهة المحيطة بالكعبة، والرسول يعفي عن أهلها الذين عادوه عدا بضعة أشخاص نظموا الشعر لهجائه.
- 55 هـ - انتهاء المسلمين من بناء مسجد القيروان في عاصمة إفريقية الجديدة، وكان الجامع حين إنشائه - على أغلب الظن - بسيطًا صغير المساحة، تستند أسقفه على الأعمدة مباشرة، دون عقود تصل بين الأعمدة والسقف.
- 222 هـ - تمكن المسلمين بقيادة القائد العباسي الأفشين من فتح مدينة بابك الخرّمي، وكان بابك قد ادعى الألوهية وتفاقم أمره والتف حوله أنصاره من الخرّمية واستولى على أذربيجان، ولمَّا هُزم هرب مُتنكرًا ومعه أخوه، إلَّا أن المسلمين قبضوا عليه لاحقًا.
- 286 هـ - الخليفة العباسي أحمد المعتضد بالله يرسل جيشا يقوده مؤنس الخادم لمقاتلة الأعراب حول الكوفة وعين التمر، وسار الجيش حتى بلغ نينوى فوجد الأعراب قد ارتحلوا.
- 762 هـ - أثناء الصراع على السلطة في القاهرة المملوكية بعد مقتل السلطان حسن بن محمد بن قلاوون، وصل إلى دمشق استفسارات من السلطان ليعلم من واليها المملوكي طاعته أو عصيانه وهل يتحكم في قلعة دمشق ومدى امكاناته فيها وكيف يتصرف في الأموال السلطانية، فأرسل الوالي أنه على الطاعة.
- 825 هـ - أول جلوسه للسلطنة جلس برسباي بدار العدل وعمل بها الخدمة السلطانية، وفيها أحضرت رسل الفرنجة الفرنسيين له الهداية.
- 831 هـ - الأمير قنصوه يتولى ولاية طرابلس الشام في سلطنة برسباي.
- 1001 هـ - الجيش الألماني البالغ 40 ألف مقاتل يقوم بهجوم مباغت على الجيش العثماني المكون من 10 آلاف مقاتل في الجنوب الشرقي من زغرب الواقعة حاليًا في كرواتيا، ويقتل 7 آلاف عثماني، بمن فيهم القائد حسن باشا حاكم البوسنة. وكانت هذه الغارة سببًا في إعلان الدولة العثمانية الحرب على الإمبراطورية الرومانية المقدسة.
- 1094 هـ - هزيمة العثمانيين أمام أسوار فيينا، وإنهاء حصارهم لهذه المدينة الحصينة التي كانت آخر ما وصلت إليه الفتوحات الإسلامية في أوروبا. وقد قتل خلال هذا الحصار 10 آلاف عثماني.
- 1269 هـ - التوقيع على «معاهدة المقطع» بين الفرنسيين والأمير عبد القادر الجزائري.
- 1351 هـ - صدور العدد الأول من مجلة «الرسالة» أشهر المجلات الثقافية والأدبية العربية في القاهرة، وقد رأس تحريرها الأديب الكبير أحمد حسن الزيات، وكانت تصدر في البداية أسبوعية، ثم أصبحت تصدر نصف شهرية، واستمرت في الصدور حوالي 20 سنة، وبلغ عدد أعدادها 1025 عددًا.
- 1357 هـ - هيرمان غورينغ يقترح خطة لجعل مدغشقر وطن قومي لليهود.
- 1369 هـ - الكنيست الإسرائيلي يمرر «قانون حق العودة»، وهو قانون ينص بحق هجرة أي يهودي لإسرائيل.
- 1379 هـ - انطلاق مسابقة تلاوة القرآن لأول مرة على المستوى الوطني في ماليزيا.
- 1390 هـ - قادة الحركة التصحيحية في سوريا يعينون أحمد الحسن الخطيب رئيسًا للجمهورية، ليخلف نور الدين الأتاسي في المنصب.
- 1425 هـ - الشيخ خليفة بن زايد آل نهيان يتولى حكم إمارة أبوظبي بعد وفاة والده الشيخ زايد بن سلطان آل نهيان.
- 1429 هـ - انفجار شاحنة خارج فندق الماريتون في مدينة إسلام آباد عاصمة باكستان مما تسبب بمقتل 53 شخصًا وجرح 266 آخرين.
- 1430 هـ - حاكم إمارة دبي الشيخ محمد بن راشد آل مكتوم يفتتح مترو دبي أول مترو في منطقة الخليج العربي.
- 1431 هـ - ثوران جبل سينابونغ في سومطرة بإندونيسيا لأول مرة منذ نحو 4 قرون، مما تسبب بنزوح 18,000 نسمة.
- 1434 هـ - وقوع أحداث طريق النصر في القاهرة بين مؤيدين لمحمد مرسي والقوَّات المُسلَّحة المصريَّة، عقب ما سُمي بـ«التفويض»، الأمر الذي أسفر عن سقوط مئات القتلى وآلاف الجرحى.
- 1435 هـ -
  - تحطم طائرة الخطوط الجوية الماليزية الرحلة 17 في أوبلاست دونيتسك جنوبي شرق أوكرانيا، وعلى متنها 295 شخصًا.
  - اغتيال 14 جنديًا تونسيًا في إطار أحداث جبل الشعانبي.
- 1438 هـ - البرلمان المصري يقر سيادة السعودية على جزيرتي تيران وصنافير بالأغلبية.

## مواليد
- 72 هـ - محمد بن القاسم الثقفي، قائد عسكري أموي وفاتح السند.
- 652 هـ - سيف الدين قطز، سلطان مملوكي.
- 1253 هـ - محمد هادي الطهراني، فقيه مسلم ومؤلف ومدرس ديني إيراني.
- 1323 هـ - فردوس حسن، ممثلة مصرية.
- 1335 هـ - حسين صدقي، ممثل مصري.
- 1349 هـ - شادية، ممثلة ومغنية مصرية.
- 1353 هـ - بدر الدين جمجوم، ممثل مصري.
- 1368 هـ - محمد بن راشد آل مكتوم، نائب الرئيس ورئيس وزراء دولة الإمارات العربية المتحدة وحاكم إمارة دبي.
- 1384 هـ - سهير فهد، ممثلة أردنية.
- 1390 هـ - أحمد حلمي، ممثل مصري.
- 1409 هـ - فيصل العمري، ممثل سعودي.

## وفيات
- 542 هـ - ابن الشجري، أديب ونحوي بغدادي.
- 832 هـ - غياث الدين الكاشي، عالم فارسي في علم الفلك والرياضيات.
- 1070 هـ - محمد كبريت المدني، صوفي وكاتب وشاعر حجازي.
- 1359 هـ - فخري أبو السعود، شاعر وناقد أدبي مصري.
- 1393 هـ - رياض عبد اللطيف الشهابي، ضابط عسكري عراقي اشترك في حرب أكتوبر.
- 1413 هـ - عبد الله غيث، ممثل مصري.
- 1416 هـ - عادل أدهم، ممثل مصري.
- 1417 هـ - عبد الحفيظ التطاوي، ممثل مصري.

## مناسبات
- اليوم الأوَّل من العشر الأواخر.

## وصلات خارجية
- موقع قصة الإسلام: حدث في شهر رمضان.